# Masud Ghanajim
Masud Ghanajim (hebr.: מסעוד גנאים, arab.: مسعود غنايم, ang.: Masud Ghnaim, Masud Ganaim, ur. 14 lutego 1965 w Sachninie) – izraelski historyk i polityk narodowości arabskiej, w latach 2009–2019 poseł do Knesetu.

## Życiorys
Urodził się 14 lutego 1965 w Sachninie.
Ukończył studia z zakresy historii Bliskiego Wschodu na Uniwersytecie w Hajfie (B.A.).
W wyborach w 2009 został wybrany posłem z listy Ra’am. W osiemnastym Knesecie zasiadał w komisjach edukacji, kultury i sportu oraz ds. radia i telewizji. W 2013 uzyskał reelekcję, a w Knesecie dziewiętnastej kadencji zasiadał w komisji edukacji, kultury i sportu. W wyborach w 2015 wszystkie cztery główne ugrupowania arabskie wystawiły Zjednoczoną Listę, z której Ghanajim po raz trzeci został wybrany posłem. W dwudziestym Knesecie ponownie był członkiem tej samej komisji parlamentarnej. W wyborach w kwietniu 2019 utracił miejsce w parlamencie.